# Inye
Inye, död 1092, var Koreas drottning 1052-1083, gift med kung Munjong av Goryeo. 
Hennes make blev kung 1046. Hon födde en son och tronarvinge 1047, och fick då en framskjuten ställning, varpå hon fick titeln drottning 1052. När hennes make efterträddes av hennes son 1083 fick hon en framskjuten ställning som kungamoder. Hon beskrivs som en idealisk hustru och mor och, i egenskap av drottning, som en mor för sitt folk, och beskrivs som allmänt omtyckt. Hon var omtalad för sin aktivitet för sin buddhismen, och det omtalas hur hon studerade de buddhistiska skrifterna, gjorde pilgrimsfärder och reparerade helgedomar. Hon lät uppföra "Gukcheong-templet" (국청사, 國淸寺) 1089 och transkriberade Yugahyeonyangron (유가현양론, 瑜伽顯揚論) i silverboken. 